# Йохий
45°27′ пн. ш. 15°18′ сх. д. / 45.45° пн. ш. 15.30° сх. д.
Йохий (хорв. Johi) — населений пункт у Хорватії, у Карловацькій жупанії у складі громади Босилєво.

## Населення
Населення за даними перепису 2011 року становило 33 осіб.
Динаміка чисельності населення поселення: